# Vera Komisova
Vera Jakovlevna Komisova (ryska: Вера  Яковлевна Комисова) (f. Nikitina), född den 11 juni 1953 i Leningrad, är en sovjetiskt före detta friidrottare som tävlade under 1980-talet på 100 meter häck för Sovjetunionen.
Komisovas främsta merit är från Olympiska sommarspelen 1980 där hon vann olympiskt guld på 100 meter häck. I finalen slog hon den regerande olympiamästaren Östtysklands Johanna Schaller. Komisova sprang även första sträckan i det sovjetiska laget på 4 x 100 meter som slutade tvåa efter Östtyskland.